# Szereg spektrochemiczny
Szereg spektrochemiczny – w chemii koordynacyjnej, sekwencja ligandów lub metali ułożonych w według rosnącej wartości Δ. Szeregi te są konsekwencją teorii pola krystalicznego i teorii pola ligandów. Powstały one jednak przed powstaniem TPK, dzięki badaniom widm Vis kompleksów metali przejściowych.

## Szereg spektrochemiczny ligandów
Szereg dla ligandów, został oparty na rosnącej wartości rozszczepienia orbitalu d 10 Dq. Przedstawia się on następująco:
I− < Br− <S2− < SCN− < Cl− NO3− < N3− < F− < OH− < C2O42− ≈ H2O < NCS− < py ≈ NH3 < en ≈ EDTA < bpy < phen < NO2− << PPh3 < CN− ≈ CO
Na podstawie powyższego szeregu stwierdzono, że ligandy z lewej strony wykazują najsłabsze pole, co powoduje niewielkie rozszczepienie orbitalu d atomu centralnego, a w konsekwencji konfigurację wysokospinową (często paramagnetyki). Ligandy z prawej strony szeregu wywierają najsilniejsze pole, więc orbital d jest mocno rozszczepiony, a konfiguracja jest niskospinowa (często diamagnetyki).

## Szereg spektrochemiczny metali
Analogiczny szereg powstał dla metali przejściowych, gdzie Δ rośnie wraz ze zwiększaniem ładunku oraz w kierunku od góry do dołu w układzie okresowym. Przedstawia się następująco:
Mn2+ < Ni2+ < Co2+ < Fe2+ < V2+ < Fe3+ < Cr3+ < V3+ < Co3+ < Mn4+ < Rh4+ < Pd4+ < Ir4+ < Pt4+